# Budynek Urzędu Marszałkowskiego w Toruniu
Budynek Urzędu Marszałkowskiego w Toruniu – budynek administracyjny położony przy placu Teatralnym 2 w Toruniu, siedziba Urzędu Marszałkowskiego Województwa Kujawsko-Pomorskiego.
W 1927 roku ogłoszono konkurs na zaprojektowanie budynku. Konkurs wygrał warszawski architekt i urbanista Franciszek Krzywda-Polkowski. Został wzniesiony w latach 1928–1932. Został przeznaczony na siedzibę Pomorskiego Urzędu Wojewódzkiego. Budowa gmachu była najdroższą inwestycją budowlaną w międzywojennym Toruniu. Koszt gmachu wynosił ok. 3 mln zł. Od 1933 roku mieściła się Dyrekcja Okręgowa Kolei Państwowych, zaś Urząd Wojewódzki pozostał w budynku dawnej szkoły rzemiosł (ob. Collegium Maius Uniwersytetu Mikołaja Kopernika). Od 1999 roku w budynku mieści się siedziba marszałka województwa.
W latach 1965–2009 w jednym ze skrzydeł gmachu mieścił się Instytut Historii i Archiwistyki Uniwersytetu Mikołaja Kopernika (następnie Wydział Nauk Historycznych Uniwersytetu Mikołaja Kopernika). W lipcu 2008 roku Uniwersytet Mikołaja Kopernika odsprzedał to skrzydło Urzędowi Marszałkowskiemu Województwa Kujawsko-Pomorskiego.